# كأس الرابطة الفرنسية 2009–10
كأس الرابطة الفرنسية 2009–10 (بالفرنسية: Coupe de la Ligue française de football 2009-2010)‏ هو الموسم 16 من كأس الرابطة الفرنسية. أقيم خلال الفترة 25 يوليو 2009 وحتى 27 مارس 2010، وأشرف على تنظيمه اتحاد فرنسا لكرة القدم، وكان عدد الأندية المشاركة فيه 44، وفاز فيه أولمبيك مارسيليا.